# プレーリー・ドーン
プレーリー・ドーン（Prairie Dawn ）は、テレビ番組『セサミストリート』に登場するキャラクターである。
オランダ版ではミエジェ・ムーイ（メイシェ・ムーイ）と名乗る。

## 設定
少しおませな金髪でおかっぱの女の子。年齢は6歳。自分の考えをしっかり持っていることが特徴とされている。ピアノを弾くのが好きで、自分で作詞作曲した曲を披露することもあるのだとか。

## 声優
オリジナル版
- フラン・ブリル（1971年～2015年）
- ステファニー・ダブルッツォ （2015年～）

日本語吹き替え版
- 木藤聡子（スペシャル版）
- 白鳥由里（VHS版）
- 玉川紗己子（NHK教育テレビ版、テレビ東京版、DVD版）
- おまたかな（YouTube版、U-NEXT版）

イタリア語版
- アンナ・ラナ

オランダ語版
- ヘレン・ユイスマン
- マルリース・サマーズ